# Engyprosopon cocosensis
Engyprosopon cocosensis és un peix teleosti de la família dels bòtids i de l'ordre dels pleuronectiformes.

## Morfologia
Pot arribar als 12 cm de llargària total.

## Distribució geogràfica
Es troba des de les costes de Moçambic fins a les de Fidji, Japó i Queensland (Austràlia).